# Iona Brown
Elizabeth Iona Brown (* 7. Januar 1941 in Salisbury; † 5. Juni 2004 ebenda) war eine britische Violinistin und Dirigentin.

## Leben
Iona Browns Eltern waren beide Berufsmusiker, ebenso drei ihrer Geschwister. Ihre Studien absolvierte sie bei Hugh Maguire (1926–2013) in London, bei Carlo Van Neste in Brüssel, bei Rémy Principe (1889–1977) in Rom und in Meisterkursen bei Henryk Szeryng. Von 1963 bis 1966 war Brown Mitglied des Philharmonia Orchestra, das in dieser Zeit unter der Leitung von Otto Klemperer stand. 1964 kam sie zum bekannten englischen Kammerorchester Academy of St Martin in the Fields, dessen Dirigentin sie 1974 wurde. 1980 verließ sie die „Academy“, arbeitete jedoch bis an ihr Lebensende regelmäßig mit ihr weiter. 1981 übernahm sie die künstlerische Leitung des Norwegischen Kammerorchesters, von 1987 bis 1992 hatte sie die musikalische Leitung des Los Angeles Chamber Orchestra inne. Zwischenzeitlich (1985–1989) war sie Gastdirigentin des City of Birmingham Symphony Orchestra. Bedingt durch eine Arthritis beendete sie 1998 ihre Laufbahn als Violinistin. Sie starb im Alter von 63 Jahren an Krebs.

## Auszeichnungen
Iona Brown war seit 1986 Trägerin des Order of the British Empire. 2003 erhielt sie die Ehrendoktorwürde der Open University.